# Artūrs Gedvillo
Artūrs Gedvillo (pol. Artur Giedwiłło, ur. 14 lipca 1904 w Rydze, zm. 5 maja 1983 tamże) – łotewski lekkoatleta, sprinter, olimpijczyk. Reprezentant klubów LSB i Marss.
Uczestnik igrzysk olimpijskich w Paryżu (1924). Wystąpił w biegu na 100 metrów, w którym nie przeszedł eliminacji. Mistrz Łotwy w biegu na 60 m (1925), 100 m (1925) i w sztafecie 4 × 100 m (1928, 1931, 1932, 1933). Dwukrotny rekordzista kraju w sztafecie 4 × 100 m. Absolwent szkoły handlowej i szkoły medycznej, pracował jako lekarz.
Rekordy życiowe: 100 m – 11,2 s (1924).
Był synem Polaka i Łotyszki. Uczył się w ryskiej szkole handlowej by potem studiować na Uniwersytecie Łotewskim. Był księgowym.